# Halloween. Finał
Halloween. Finał (ang. Halloween Ends) – amerykański slasher z 2022 roku w reżyserii Davida Gordona Greena. Jest to kontynuacja Halloween zabija (2021), trzynastej części serii Halloween i ostatni film z trylogii sequeli, która rozpoczęła się wraz z filmem z 2018 roku, który bezpośrednio podąża za filmem z 1978 roku i pomija wszystkie inne części. W filmie występują Jamie Lee Curtis, James Jude Courtney, Andi Matichak, Will Patton, Rohan Campbell i Kyle Richards.
Przed premierą Halloween w 2018 roku Danny McBride potwierdził, że on i Green zamierzali przedstawić dwie kontynuacje, które będą kręcone jedna po drugiej, ale zdecydowali się tego nie robić, czekając na reakcję na pierwszy film. Po sukcesie Halloween, w lipcu 2019 roku tytuł filmu został ogłoszony wraz z Halloween zabija.

## Fabuła
Cztery lata po wydarzeniach z Halloween, Laurie mieszka z wnuczką Allyson, chcąc zażegnać demony przeszłości kończy pisać swój pamiętnik. Jednak kiedy Corey Cunningham zostaje oskarżony o zabicie chłopca, którym się opiekował, Laurie będzie zmuszona do ostatecznej konfrontacji z Michaelem Myersem.

## Obsada
- Jamie Lee Curtis – Laurie Strode
- Andi Matichak – Allyson Nelson
- James Jude Courtney i Nick Castle – Michael Myers
- Will Patton – zastępca szeryfa Frank Hawkins
- Rohan Campbell – Corey Cunningham
- Kyle Richards – Lindsey Wallace
- Michael O’Leary – dr Mathis
- Omar Dorsey – szeryf Barker
- Diva Tyler – Sondra

Źródło.

## Premiera
Halloween. Finał pierwotnie miał zostać wydany 15 października 2021 roku, ale termin przesunięto z powodu pandemii COVID-19. Premiera odbyła się 11 października 2022 roku, na festiwalu filmowym Beyond Fest w Los Angeles. W kinach wyświetlany był od 14 października, w tym samym czasie był również dostępny na serwisie streamingowym Peacock.